# Jasmine Casárez
Jasmine Alexis Casárez (California, 7 de enero de 1997) es una futbolista mexicana nacido en los Estados Unidos que se desempeña como delantera en el Fútbol Club Juárez Femenil de la Primera División Femenil de México. Es internacional absoluta con México.

## Trayectoria

### F. C. Juárez
El jueves 3 de febrero de 2022 fue anunciada como jugadora del Fútbol Club Juárez, convirtiéndose en la primera jugadora nacida en el extranjero de las bravas. Cuatro días después, jugó su primer partido ante el Club de Fútbol Pachuca.

## Selección nacional
Fue incluida por primera vez en la lista de la selección de México para los partidos amistosos contra las Chicago Red Stars y contra el Houston Dash. Debutó con El Tri el 8 de abril de 2023 en la victoria por 5-2 de las adelitas sobre las estrellas rojas.